# Østerklit Stokmølle
Østerklit Stokmølle er Danmarks sidste fungerende stokmølle, der ligger i en stor åbning i Tversted Klitplantage, ikke langt fra Tannisbugten. Navnet stokmølle kommer af at møllevingerne bæres af af et stykke kraftig tømmer, kaldet en stok. Denne overfører vingernes rotation til kværnen eller andre maskiner. Møllen er placeret på laden til en parallelgård fra 1872, hvor stuehuset nedbrændte i 1981.
Møllen er funktionsdygtig og kører jævnligt. Hjerl Hede har også en stokmølle, men den er dog uden kværn.